# Elena Caragiani-Stoienescu
Elena Caragiani-Stoienescu (Tecuci, 13 maggio 1887 – Bucarest, 29 marzo 1929) è stata un'aviatrice rumena, prima donna della Romania ad ottenere un brevetto di volo.

## Biografia
Era la figlia di Alexandru Caragiani, medico presso l'ospedale di Tecuci. Nel 1913 Elena si laureò in legge, diventando una delle prime donne rumene autorizzate a svolgere la professione.
Il primo volo lo effettò nel 1912 da un aereo Wright portato appositamente nel paese, accompagnata dal suo maestro di equitazione (di cui era appassionata, come allieva del luogotenente di cavalleria Mircea Zorileanu) e da colui che l'aveva sempre sostenuta, suo cognato Andrei Popovici (futuro generale di aeronautica). Il 22 gennaio 1914 le viene assegnato il brevetto di pilota n. 1591 dell'Aeronautica militare emesso dalla Federazione Aeronautica Internazionale in Francia, in seguito al corso di volo organizzato dalla Liga Națională Aeriană di Băneasa, fondata dal principe Valentin Bibescu e poi dalla Scuola di aviazione civile di Roger Sommer, che operava al Mourmelon le Grand (Parigi, 1913).
Poiché le autorità rumene non le permisero di volare, Elena Caragiani partì per la Francia e diventò la prima corrispondente di guerra al mondo a scrivere "reportage dall'aereo". Successivamente, viaggiò in America per partecipare al sorvolo dell'oceano insieme ai piloti americani del 26 febbraio 1914. Rientrata nel paese nel 1916, sebbene le autorità rumene non le permisero di volare come pilota, la accettarono come infermiera a Iași e successivamente a Tecuci. Senza aspettare la fine della guerra, Elena decise di ritornare in Francia per riprendere la carriera di reporter, sposando l'avvocato Virgil Stoenescu e stabilendosi a Parigi.
Quando si ammalò di tubercolosi, tornò nel paese dove morì all'età di 41 anni. Venne sepolta in una cripta al cimitero di Bellu.

## Galleria d'immagini

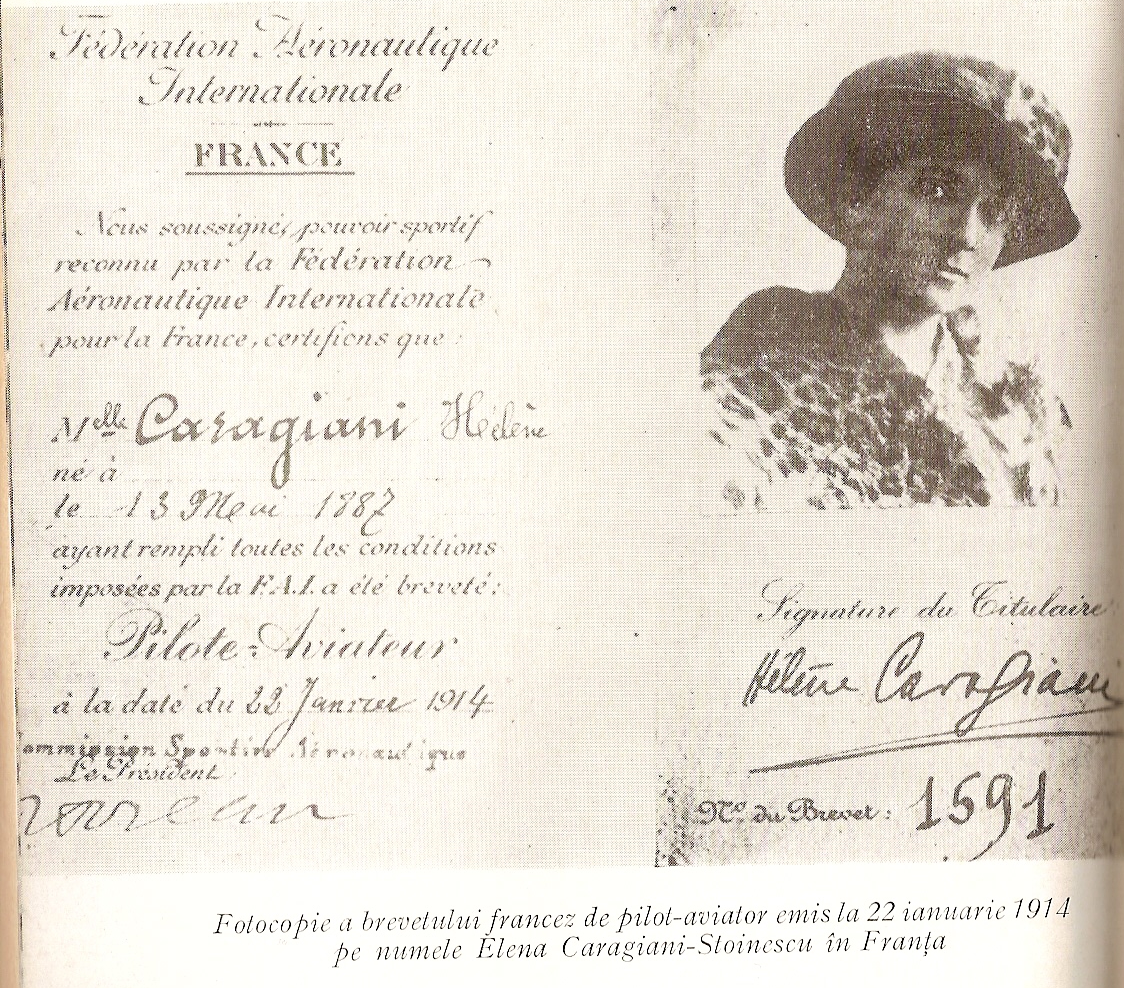
Fotocopia del brevetto di pilota emesso il 22 gennaio 1914 in Francia
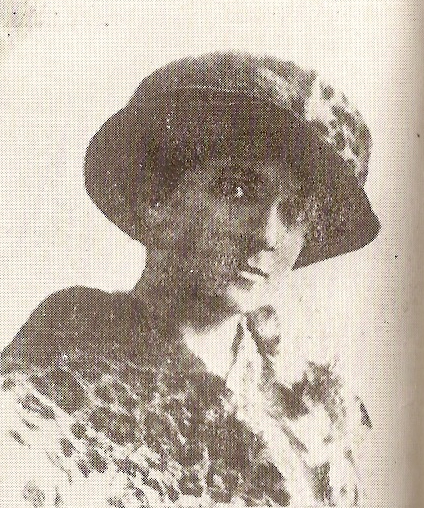
Il ritratto di Elena Caragiani-Stoienescu